# Åkrafjordtunnel
Der Åkrafjordtunnel ist ein einröhriger Straßentunnel zwischen Teigland und Sævareid in der Kommune Etne in der norwegischen Provinz Vestland auf der Südseite des Åkrafjords. Sein Bau ersetzte eine sehr kurvenreiche Strecke entlang des Fjords. Der Tunnel im Verlauf der Europastraße 134 ist 7404 m lang.
Wie bei vielen norwegischen Straßentunneln gibt es bei bestimmten Witterungsbedingungen Schwierigkeiten mit beschlagenen Fahrzeugscheiben (Taupunkt).